# Luísa Guilhermina de Orange-Nassau
Frederica Luísa Guilhermina de Orange-Nassau (em holandês: Frederica Louise Wilhelmina; Haia, 28 de novembro de 1770 - Amesterdão, 15 de outubro de 1819) foi uma princesa-herdeira de Brunsvique-Volfembutel, casada com o príncipe-herdeiro Carlos Jorge de Brunswick-Wolfenbüttel. Entre a família era conhecida por "Loulou".

## Família
Luísa foi a filha mais velha do príncipe Guilherme V de Orange e da princesa Guilhermina da Prússia. Um dos seus irmãos era o rei Guilherme I dos Países Baixos. Os seus avós paternos eram o príncipe Guilherme IV de Orange e a princesa Ana do Reino Unido. Os seus avós maternos eram o príncipe Augusto Guilherme da Prússia e a princesa Luísa de Brunsvique-Volfembutel.

## Casamento
Luísa casou-se com o príncipe Carlos Jorge de Brunswick-Wolfenbüttel no dia 14 de outubro de 1790 como agradecimento pela ajuda que o pai deste tinha prestado aos seus pais durante a rebelião holandesa de 1787. Luísa não teve qualquer filho desta união e foi pouco mais do que uma enfermeira para o marido que sofria de um atraso mental e era cego.

## Visita de Edviges de Holsácia-Gottorp

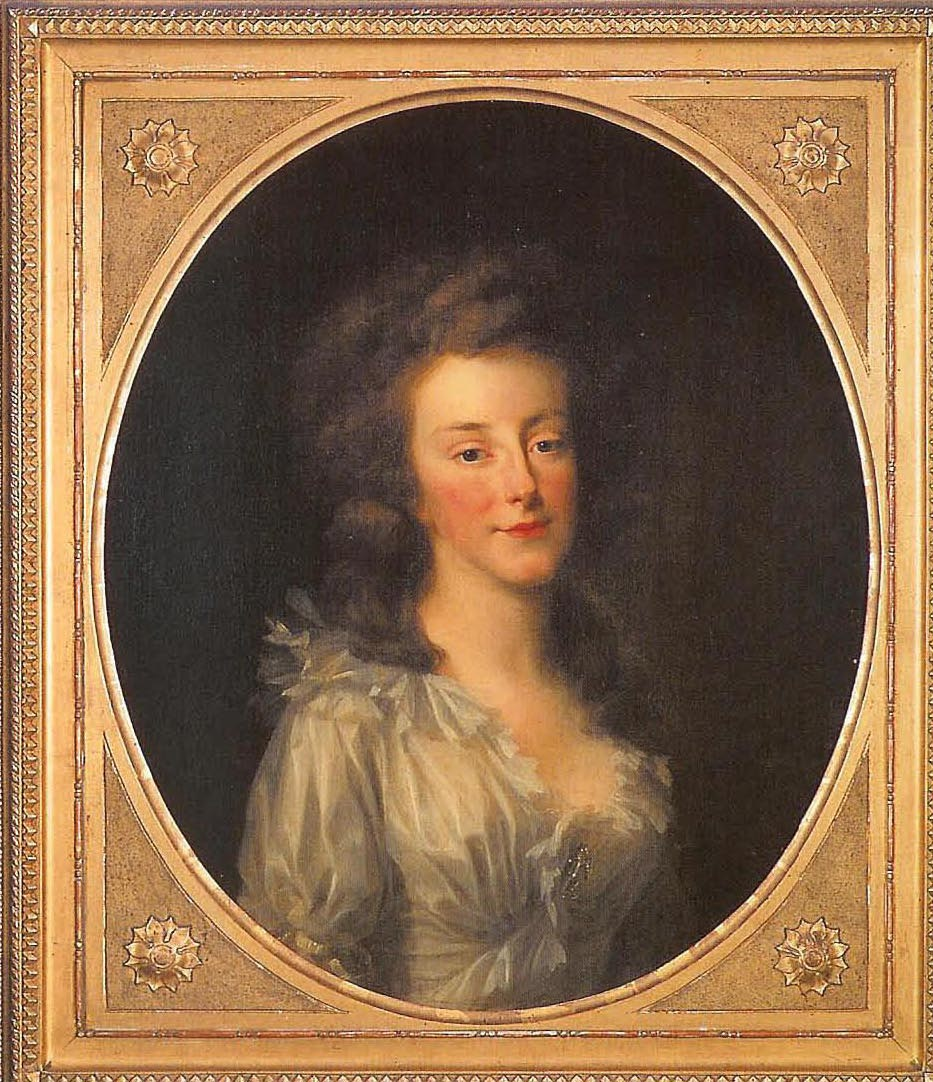
Luísa Guilhermina

A prima do pai do marido de Luísa, a princesa Edviges de Holsácia-Gottorp, casada com o rei Carlos XIII da Suécia, deixou uma crónica sobre a visita que fez à família de Brunswick em agosto de 1799:
O nosso primo, o duque, chegou logo na manhã seguinte. Conquistou inúmeras vitórias, sendo um militar notável e, como todos os militares é sagaz, literal e agradável, mas leva a cerimónia demasiado a sério. Diz-se que é bastante rigoroso, mas um bom pai da nação que se preocupa com os pedidos do povo. Depois de ele nos deixar, fui visitar a duquesa-viúva, tia do meu consorte. É agradável, muito educada e muito respeitada, mas está tão velha que já perdeu quase a memória toda. Depois dela, conheci a duquesa, irmã do rei de Inglaterra e uma inglesa típica. Tinha um aspecto muito simples, como se fosse a mulher de um vigário, certamente tem muitas qualidades admiráveis e é muito respeitada, mas não tem qualquer tipo de maneiras. Faz perguntas estranhas sem considerar que pode ser difícil e desagradável responder-lhes. Tanto a princesa-herdeira como a princesa Augusta - irmã do duque - vieram ter comigo enquanto lá estava. A primeira é maravilhosa, compassiva, adorável, sagaz e inteligente, não é uma grande beleza, mas consegue ser muito bonita. Além do mais diz-se que é admiravelmente gentil para o seu consorte aborrecido. A princesa Augusta é muito sagaz e muito engraçada. (…) A duquesa e a princesa vieram comigo para Richmond, a casa de campo da duquesa que fica nos arredores da cidade. Era pequena e encantadora, com um jardim lindo, tudo feito à moda inglesa. Como foi ela a construir a casa, gosta de a mostrar a outros. Os filhos do casal ducal são muito peculiares. O príncipe-herdeiro é gordo, quase cego, muito estranho - já para não dizer imbecil - e tenta imitar o pai, o que só faz dele artificial e desagradável. Fala sem para, não sabe o que diz e é insuportável em todos os aspectos. Adora a sua consorte ao ponto de veneração e é completamente governado por ela. O outro filho, o príncipe Jorge, é a pessoa mais ridícula que se pode imaginar e tão pateta que não pode ser deixado sózinho e é sempre acompanhado de um criado. O terceiro filho também pode ser descrito como original. Nunca o vi, visto que estava a prestar serviço com o regimento. O quarto filho é o único normal, mas também atormenta os pais com o seu comportamento imoral.

## Últimos anos
Em 1806, o marido de Luísa morreu pouco antes do seu sogro. No mesmo ano o ducado foi invadido pela França e a princesa fugiu para a Suíça com a sua mãe. Eventualmente acabou por se juntar à família do marido em Inglaterra. A partir de 1814, regressou ao seu país natal onde viveu em Zorgvlit, perto da casa da sua mãe onde viria a morrer em 1819.

## Títulos e estilos
- 28 de novembro de 1770 – 14 de outubro de 1790 Sua Alteza Sereníssima Princesa Frederica Luísa Guilhermina de Orange
- 14 de outubro de 1790 – 15 de outubro de 1806 Sua Alteza Sereníssima A Princesa Herdeira de Brunsvique-Volfembutel
- 15 de outubro de 1806 – 20 de setembro de 1819 Sua Alteza Sereníssima A Princesa Herdeira Viúva de Brunsvique-Volfembutel